# Trichocerca voluta
Trichocerca voluta är en hjuldjursart som först beskrevs av Murray 1913.  Trichocerca voluta ingår i släktet Trichocerca och familjen Trichocercidae. Inga underarter finns listade i Catalogue of Life.